# 仙寓洞
仙寓洞位於四川省長寧縣萬嶺鄉，文物遺址年代判定為明、清。1991年4月16日公佈為四川省第三批文物保護單位。